# Kaiya terama
Espèce
Kaiya terama est une espèce d'araignées aranéomorphes de la famille des Gradungulidae.

## Distribution
Cette espèce est endémique de Nouvelle-Galles du Sud en Australie. Elle se rencontre vers Jenolan, Gordon, St. Ives et sur les monts Emperor, Wilson et Curracodgie.

## Description
Le mâle holotype mesure 9,66 mm et la femelle paratype 12,37 mm.

## Systématique et taxinomie
Cette espèce a été décrite par Gray en 1987.

## Publication originale
- Forster, Platnick & Gray, 1987 : « A review of the spider superfamilies Hypochiloidea and Austrochiloidea (Araneae, Araneomorphae). » Bulletin of the American Museum of Natural History, vol. 185, no 1, p. 1-116 (texte intégral).